# Marijke van der Pas
Marijke van der Pas is een Nederlands bridgespeelster en voormalig wereldkampioene. Ze was redacteur van het bridgeblad Bridge, het orgaan van de Nederlandse Bridge Bond. Bovendien schreef ze bridgecolumns in onder andere het Algemeen Dagblad en het Haarlems Dagblad.
Van der Pas werd in 1978 bij het vrouwenteam gehaald door Benito Garozzo, de toenmalige coach.

## Erelijst (internationaal)

### Titels
- Venice Cup (WK vrouwenteams): 2000
- EK vrouwenteams: 2002
- EK Gemengde teams: 1994
- IOC Grand Prix Vrouwenteams: 1999

### Tweede plaatsen
- Venice Cup: 1989
- EK vrouwen landenteams: 1983, 1989, 2001
- EK vrouwenteams: 2003
- EK vrouwenparen 1987

### Derde plaatsen
- Venice Cup: 2003
- Olympiade (vrouwenteams): 1984
- EK vrouwenteams: 1979, 1991
- EK Gemengde teams: 1992
- IOC Grand Prix Vrouwenteams: 2002
- WK Individueel Vrouwen: 1996